# Wilhelm von Amsberg
Wilhelm von Amsberg (Rostock, 15 januari 1856 - Bad Doberan, 25 februari 1929) was een Duits edelman van lage adel en de grootvader van Claus van Amsberg, prins-gemaal van koningin Beatrix der Nederlanden.
Hij werd geboren als zoon van Gabriel Ludwig Johann von Amsberg (1822-1899) en Marie von Passow (1831-1904)
Van beroep was hij groothertogelijk houtvester in het groothertogdom Mecklenburg. Hij was de opperhoutvester van prins Hendrik van Mecklenburg-Schwerin.
Wilhelm trouwde op 23 juli 1889 met Elise von Vieregge (1866-1951). Uit welk huwelijk twee kinderen werden geboren:
- Klaus Felix von Amsberg (1890-1953), getrouwd met Gösta von dem Bussche-Haddenhausen (1902-1996).
- Gabriele von Amsberg (1894-1970), getrouwd met Konrad von Randow (1888-1972)